# CFJ Mollerussa
A CFJ Mollerussa, teljes nevén Club de Fútbol Mollerussa egy spanyol labdarúgócsapat. A klubot 1930-ban alapították, 1930 óta különböző regionális bajnokságokban szerepel.

## Statisztika
| Szezon     | Osztály    | Poz. | Copa del Rey |
| ---------- | ---------- | ---- | ------------ |
| 1930-31-ig | Regionális | —    |              |
| 1983-84-ig | Regionális | —    |              |
| 1984/85    | 3ª         | 17.  |              |
| 1985/86    | 3ª         | 1.   |              |
| 1986/87    | 3ª         | 2.   |              |
| 1987/88    | 2ªB        | 1.   |              |
| 1988/89    | 2ª         | 20.  |              |
| 1989/90    | 2ªB        | 3.   |              |
| 1990/91    | 2ªB        | 10.  |              |

| Szezon      | Osztály     | Poz. | Copa del Rey |
| ----------- | ----------- | ---- | ------------ |
| 1991/92     | 2ªB         | 19.  |              |
| 1992/93     | 3ª          | 20.  |              |
| 1993-94-től | Regionális  | —    |              |
| 2005-06-ig  | Regionális  | —    |              |
| 2006/07     | 1º Terr.    | 1.   |              |
| 2007/08     | Pref. Terr. | 18.  |              |
| 2008/09     | 1º Terr.    | 2.   |              |
| 2009/10     | Pref. Terr. | 10.  |              |
| 2010/11     | Pref. Terr. | —    |              |

## Ismertebb játékosok
- Bojan Krkić[forrás?]
- Antonio Pantoja
- Xavier Horcajada
- David Linde

## Külső hivatkozások
- Hivatalos weboldal